# Франциска Ксаверія Кабріні
Франциска Ксаверія Кабріні (італ. Francesca Saverio Cabrini, англ. Frances Xavier Cabrini, лат. Francisca Xaveria Cabrini; 15 липня 1850, Сант'Анджело-Лодіджано — 22 грудня 1917, Чикаго) — католицька свята, черниця. Засновниця чернечого згромадження Сестри Найсвятішого Серця Ісуса.

## Біографія
Франциска Ксаверія Кабріні народилася в багатодітній родині, в якій було 13 дітей. У віці 11 років дала особисту обітницю цнотливості. З раннього дитинства вона мріяла стати місіонеркою.
У 1863 році пішла навчатися до коледжу «Дочки Святого Серця Ісуса» у Мілані. У 1868 році склала іспит в педагогічне училище, але через слабке здоров'я залишила навчання.
За порадою свого духовного батька в 1869 році вирушила в Кодоньо в Ломбардії в притулок для сиріт, яким управляли черниці. Першу Франциска Ксаверія служила там викладачкою, але незабаром стала настоятелькою цього чернечого будинку.
У 1880 році засновує новий чернечий дім, який став основою нової конгрегації, яка згодом стала називатися «Сестри місіонерки Найсвятішого Серця Ісуса». З 1882 року конгрегація почила поширюватися в Італії. 12 березня 1888 року Святим Престолом був затверджений її статут.
31 березня 1889 року Франциска Ксаверія разом з іншими сестрами переїхала в Нью-Йорк, де почала працювати з італійськими емігрантами.
У 1891 році засновала коледж в Гранаді, в 1892 році — притулок і школу в Новому Орлеані і Брукліні, а в Нью-Йорку — лікарню «Клініка Коламбус». У 1893 році вона відкрила коледжі в Римі і Генуї. Починаючи з 1895 року, відкривала численні освітні та медичні установи в Буенос-Айресі, Парижі, Чикаго, Мадриді, Мілані, Лондоні, Нью-Джерсі, Сіетлі, Лос-Анджелесі.
22 грудня 1917 року Франциска Ксаверія померла, залишивши після себе конгрегацію з 67 чернечих домів і 3000 сестер.

## Вшанування
На честь Франциски Кабріні був названий мікрорайон Кабріні-Грін в Чикаго, який заселений італійськими емігрантами.